# Placca di Lhasa
La placca di Lhasa era un'antica placca tettonica della litosfera terrestre.

## Caratteristiche
La placca di Lhasa esisteva durante il Mesozoico; nel corso del Cretacico entrò in collisione con la placca euroasiatica e la placca di Qiantang a nord quando la placca indiana che era situata a sud cominciò un movimento di risalita verso nord.
Non è chiaro come la placca di Lhasa abbia interagito con la placca cimmeriana la quale pure si saldò a sud con la placca euroasiatica. A sud la placca indiana scomparve per subduzione al disotto della placca di Lhasa, mentre a nord a sua volta la placca di Lhasa fu subdotta al di sotto della placca di Qiantang.
Al giorno d'oggi la placca di Lhasa forma la parte meridionale dell'altopiano del Tibet.